# Schafferden
Schafferden is een buurtschap in de gemeente Land van Cuijk in de Nederlandse provincie Noord-Brabant. Het ligt ten zuidwesten van het dorp Vierlingsbeek, direct ten westen van het station.
In de buurtschap bevond zich sinds de 14e eeuw kasteel De Hattert; in 1944 is het door oorlogshandelingen volkomen verwoest.